# Aires Puros
Aires Puros es un barrio ubicado en Montevideo, Uruguay.
Limita con barrio Lavalleja y Paso de las Duranas al noroeste; barrio Casavalle al noreste; el Cerrito de la Victoria y barrio Brazo Oriental hacia el sureste; Atahualpa y Prado al sureste; su frontera noroeste es el Arroyo Miguelete con la Avenida Millán que cruza el histórico puente Paso de las Duranas.

## Historia
Es un barrio con historia, el Gobernador de Montevideo, José Joaquín de Viana (1718-1773), residió en lo que hoy es la calle Atahona 3922 casi Reyes. 
En la misma calle habitó Juan Antonio Lavalleja (1784-1853) cuando en agosto de 1845 fuerzas de la Defensa al mando de Garibaldi habían tomado Colonia, obligando a la familia Lavalleja a abandonar su estancia de Conchillas, por lo que se afincaron en las inmediaciones del Miguelete. Restos del Mirador de Lavalleja se encuentran en Atahona 3712, entre Vaimaca y Celedonio Rojas, actualmente dentro del territorio del Municipio C.

El cura Dámaso Antonio Larrañaga (1771-1848) tuvo su quinta en Luis Alberto de Herrera 4196 (hoy propiedad del Centro de Almaceneros Minoristas, Baristas y Afines del Uruguay Cambadu), que alberga el patrimonio botánico que inició el sacerdote.

## Características
El paisaje del barrio se caracteriza por los declives de las calles, dominado por la cuchilla Juanicó.
Fue zona de grandes chacras y quintas muchas de ellas con costas sobre el Arroyo Miguelete.

## Cultura

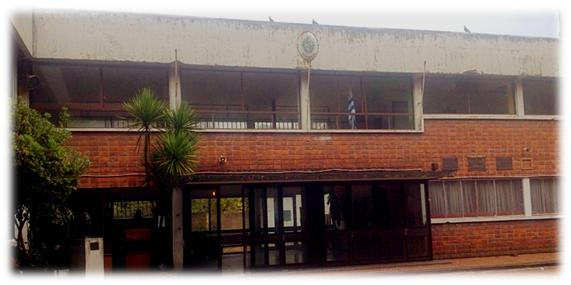
Escuela que se encuentra dentro del Complejo Parque Posadas.

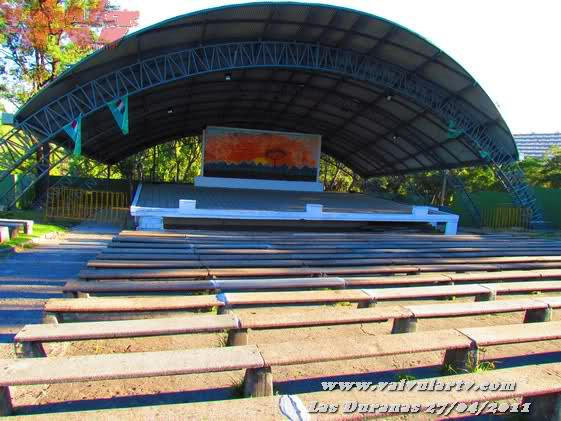
El imaginario popular hace creer que el anfiteatro pertenece al barrio de igual nombre (Paso de las Duranas), el cual en realidad es limítrofe con Aires Puros.

El espacio cultural que más se destaca en la zona barrial, es: "La Criolla Paso de las Duranas", el cual depende de la Intendencia de Montevideo (I.M) y de la Comisión de vecinos. Se encuentra entre las calles Trapani y Bayona. Su función es, brindar espectáculos –especialmente nacionales– de danza, teatro, música, entre otros.Los meses de febrero y marzo, es la temporada en donde más abre sus puertas al público, promoviendo el carnaval uruguayo. Asimismo, ofrece cursos artísticos y culturales. Por ejemplo: técnicas plásticas, de danza, instrumentos musicales, etc.
Algunas de las escuelas y jardines públicos de este barrio son: escuela nº 136 (matutino) y escuela nº 101 (vespertino), jardín nº 232, escuela nº 250 (matutino) y nº 323 (vespertino).
Se destacan tres edificios religiosos, el "Tabernáculo Cristiano"; ubicado en Burgues y José Batlle y Ordóñez; la Iglesia Santa Magdalena Sofía Barat en José Batlle y Ordoñez, esquina Ibirocahy (con el Colegio Monseñor José Benito Lamas); y en la calle Vaz Ferreira, entre la Av. Luis Alberto de Herrera y Dr. Germán Segura, se encuentra la ex capilla Jackson (por ser parte de la quinta de la familia), hoy transformada en la Parroquia de la Sagrada Familia. Este templo presenta un llamativo estilo gótico.
Por último, es menester, mencionar al extendido complejo habitacional, denominado: "Parque Posadas". Dentro del complejo, se encuentra un salón comunal, una biblioteca, un centro comercial que contiene: supermercados, gimnasios, papelerías, tiendas de artesanías, restaurantes, relojerías, cibercafés, etc. Asimismo, está ubicada una de las escuelas del barrio (nº 250 y nº 323).